# ビング・クロスビー
ビング・クロスビー（Bing Crosby、1903年5月3日 - 1977年10月14日）は、アメリカ合衆国の歌手、俳優。世界初のマルチメディア・スターとも言われ、20世紀を代表する世界的な人気と影響力を持つ音楽家であった。

## プロフィール

クロスビーのサイン

### 生い立ち
ワシントン州タコマで、簿記係のハリー・ロウ・クロスビーとキャサリン・ヘレン（旧姓ハリガン）のもとに生まれる。父親はイングランド系、母親はアイルランド系アメリカ人のルーツを持つ。父方の先祖にはメイフラワー号でアメリカに移住したプリマス植民地のピューリタン指導者のウィリアム・ブリュスターがいる。高校時代から演劇や音楽に関心を持ち、同州第2の都市のスポーケンでトップ私立大学のゴンザガ大学法学部に進学するが、友人のアル・リンカーらとジャズ・バンドを結成してほどなく大学中退、プロ・ミュージシャンとなる。後年にゴンザガ大学に私財を投じてビング・クロスビー・センターを建設し、現在も残っている。

### プロデビュー
1926年には当時の人気オーケストラであるポール・ホワイトマン楽団に歌手として入団、翌1927年にはホワイトマン楽団内で結成された男性3人組コーラスグループ「リズム・ボーイズ」のメンバーとなる。のち「リズム・ボーイズ」はホワイトマン楽団から独立して人気グループとなった。
その後、ソロで歌唱した1931年の「アイ・サレンダー・ディア（I Surrender, Dear）」 などがヒットしたことから、ソロ歌手として独立する。この年、ラジオ普及が進んだ時代を背景に、CBSラジオで自らのラジオショー「ビング・クロスビー・ショー」を持つに至って、全米的な人気を獲得した。ラジオを媒体として人気を得た歌手の初期の代表例である。

### クルーナー・スタイルの確立
クロスビーは1930年代当時、ラジオと共に普及し始めたマイクロフォンの増幅機能を活かして、声を張り上げず滑らかに発声する歌唱法「クルーナー・スタイル」を最初に確立した歌手としても知られる。
クルーナー・スタイルは、マイクロフォンとスピーカーを介することで発声の制約が生じることを逆手にとって編み出された歌唱法であったが、オペラなどと同様に肉声で大声を力強く出さなければならない在来の歌唱法を大きく革新したもので、歌唱にスマートに洗練されたイメージをも与え、広く大衆の支持を得ただけでなく、その後のポピュラー・ソングの曲作りにも大きな影響を与えた。

### トップスター

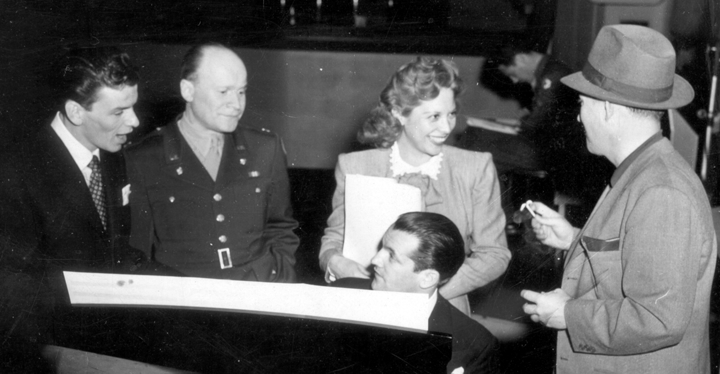
第二次世界大戦中にアメリカ軍放送のレコーディングを行うビング・クロスビー（右端）とフランク・シナトラ（左端）

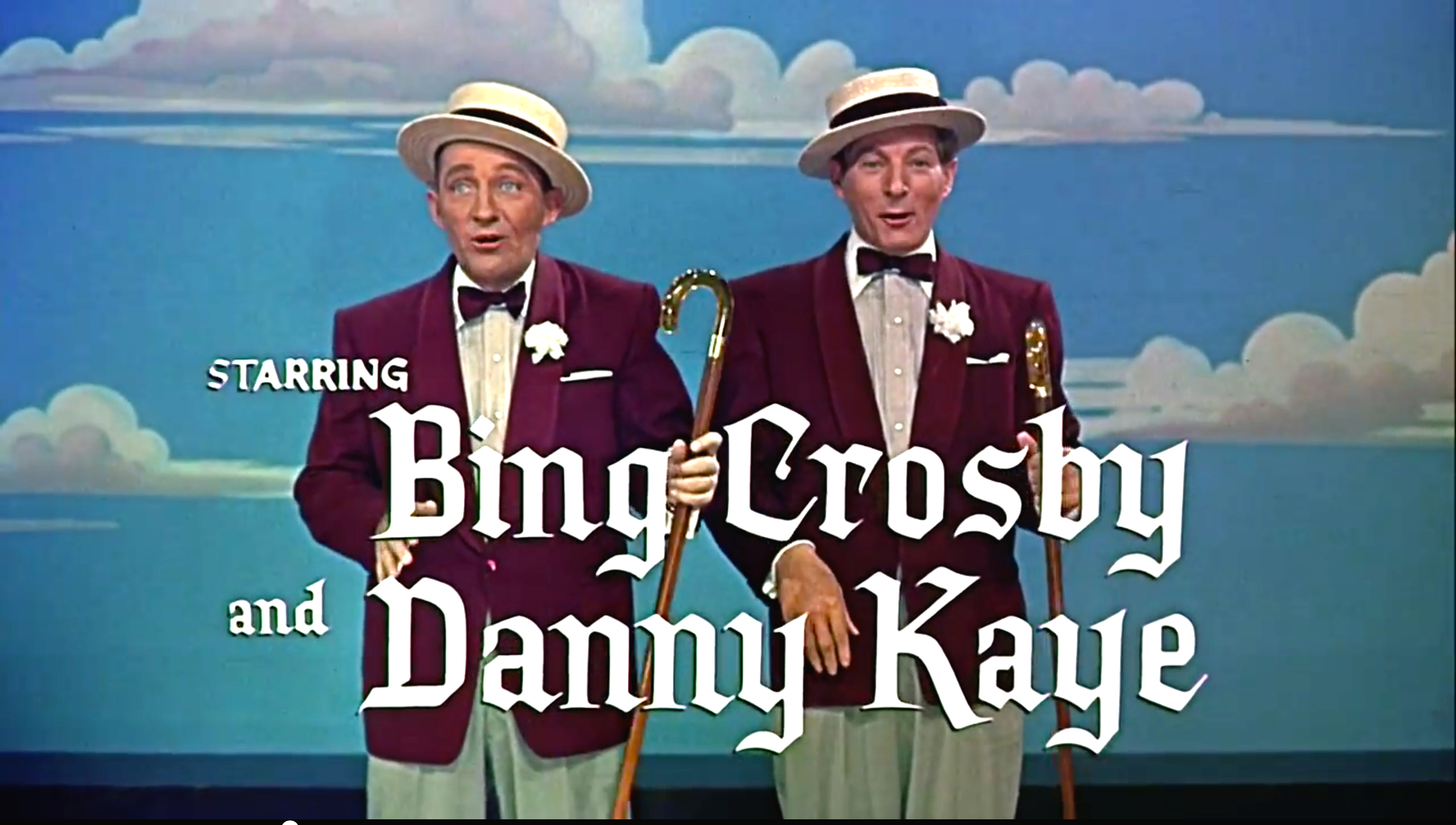
映画『ホワイト・クリスマス』でダニー・ケイとともに

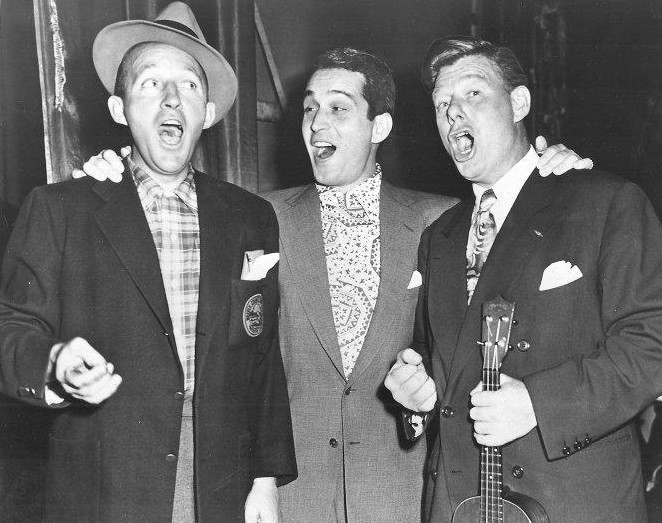
ペリー・コモとアーサー・ゴドフリーとともに

1930年代に歌手としてトップスターの地位を確立したクロスビーは、その後映画にも進出し、第二次世界大戦前後のミュージカル映画の全盛期を通じて生涯で57本の映画に出演した。
20年以上にわたるロングランシリーズとなった「珍道中シリーズ」をはじめ、映画興行でも最も観客動員力のある主演スターとして長年ハリウッドのトップに君臨した。
また、『我が道を往く』でアカデミー主演男優賞を受賞し、『喝采』で同賞にノミネートされているなど、その演技力も高い評価を得た。

### 「クリスマスソングの王様」
なお、歌手として1940年以降、13曲の全米No.1ヒット（『ビルボード』誌）を持つ。「ホワイト・クリスマス」や「星にスイング」、「サイレント・ナイト」などの数々のヒット曲を世に出したこともあり、生涯のレコード売上は4億枚を超えるという。
第二次世界大戦中の1942年に発売され、リメイク版を含めて全世界で4500万枚を超える大ヒットとなった「ホワイト・クリスマス」（White Christmas）が有名。
なお、この曲は発売以降ビルボードで14週間1位を記録した。クロスビーは他にも多くのクリスマスソングを歌っており、「クリスマスソングの王様」とも呼ばれている。

### ミュージカル映画
第二次世界大戦後には大作ミュージカル映画にもジミー・デュランテやフランク・シナトラ、イングリッド・バーグマンなどと多数出演を続けたほか、全米的な人気ラジオ番組となった「ビング・クロスビー・ショー」も継続した。
さらに1950年代に入ると、テレビジョンの普及に併せてテレビショーやトークショーなど、映画以外のジャンルでも活躍し人気を得た。

### 晩年
晩年も盛んにレコーディングを行い、晩年には『追憶』やコーラスラインから『愛の後悔』などもそのアルバムの中に残している。1977年11月に来日公演の予定だったが怪我のため翌年に延期。

### 死去
クロスビーは1977年10月14日にスペインのマドリード郊外モラレハにあるゴルフ場にて、プロゴルファーのマヌエル・ピエロらとコースを回った直後、午後6時30分頃にクラブハウスから20ヤード近くの場所で心臓麻痺により倒れ、クラブハウス内や救急車内で蘇生処置が行われたものの近くの病院で息を引き取った。

## 家族
1930年に女優のディキシー・リーと結婚し4人の子供に恵まれるが、リーは1952年に卵巣がんで亡くなる。1957年に女優のキャスリン・グラントと再婚。「ボブ・クロスビー楽団」で知られるボブ・クロスビーは弟、映画『13日の金曜日』に出演したハリー・クロスビーは息子、女優のメアリー・クロスビーは娘、女優のデニーズ・クロスビーは孫。
1980年代に活躍し日本でも人気のあったヘビーメタル・バンド「ラット（RATT）」のギタリストであるロビン・クロスビーは遠縁の親戚である。

## 代表曲
- いつの日か君に（Where The Blue Of The Night (Meets The Gold Of The Day)）
- サイレント・ナイト（きよしこの夜）（Silent Night）（1935年）

発売当時だけで600万枚を売り上げた。
- スイート・レイラニ（Sweet Leilani）（1937年）

ミリオンセラーを記録。ハワイアン・ソングの古典となった。
- シエラ・スー（Sierra Sue）（1940年）
- オンリー・フォーエヴァー（Only Forever）（1940年）
- ホワイト・クリスマス（1942年）[7]

映画『スイング・ホテル』の主題歌。アーヴィング・バーリンが作詞作曲した。ビルボードで14週間1位、1942～1962年まで1953年を除き20年間もクリスマスの季節になるとランクインし続け、トータルで86週ランクインした。1963年に「クリスマスソングは通常のチャートにはランクインさせない」という規定ができたため（1973年に規定解除）記録が途絶えるが、この年新設されたクリスマスチャートには1963年～1970年まで連続でチャートインし続けた。世界中で集計されている分だけでも4500万枚を（集計されていない枚数もかなりのものがあるといわれている）売り上げたとされ、これはギネス記録に認定されている。またカバー版やLPを含めると、北米だけでも1億枚以上が売れたとされる。
- アイ・ラヴ・ユー（I Love You）（1944年）
- サン・フェルナンド・ヴァレー（San Fernando Valley）（1944年）
- 星にスイング（Swinging on a Star）（1944年）

映画『我が道を往く』の主題歌。
- 僕は気ままに（Don't Fence Me In）（1944年）
- アイル・ビー・シーイング・ユー（I'll Be Seeing You）（1944年）
- イッツ・ビーン・ア・ロング・ロング・タイム（It's Been a Long, Long Time）（1945年）withレス・ポール
  - 上記の2曲は、それぞれ「再会を期した別離」と「長い別離の末の再会」を象徴しており、直接は描写されないが、戦地に赴いた兵士たちを連想させる時代色の濃い歌である。戦時・終戦時の世相を象徴する曲で人気を博した。
- ホワイト・クリスマス（ニュー・ヴァージョン）（1947年）
- 今ぞ別れの時（Now Is The Hour）（1948年）
- トゥルー・ラブ（True Love）（1956年）グレース・ケリーとデュエット

映画『上流社会』の挿入曲。
- 世界一周（Around The World）（1957年）

映画『八十日間世界一周』の主題歌。裏面はヴィクター・ヤングのインストゥルメンタル。ビルボード（セールスチャート）では最高位54位ながら、29週も100位以内にチャートインし続けた。

## 映画
| 公開年    | 邦題 原題                                            | 役名                         | 備考                                                             |
| --------- | ---------------------------------------------------- | ---------------------------- | ---------------------------------------------------------------- |
| 1930      | 月世界征服 Reaching for the Moon                     | ビング                       |                                                                  |
| 1932      | ラヂオは笑ふ The Big Broadcast                       | ビング・ホーンズビー         |                                                                  |
| 1933      | 響け応援歌 College Humor                             | フレデリック・ダンバース教授 |                                                                  |
| 1933      | 唄へ!踊れ! Too Much Harmony                          | エディ・ブロンソン           |                                                                  |
| 1933      | 虹の都へ Going Hollywood                             | ビル・ウィリアムズ           |                                                                  |
| 1934      | 恋と胃袋 We're Not Dressing                          | スティーブン・ジョーンズ     |                                                                  |
| 1934      | 彼女は僕を愛さない She Loves Me Not                  | ポール                       |                                                                  |
| 1935      | ミシシッピ Mississippi                               | トム・グレイソン             |                                                                  |
| 1935      | 今宵は二人で Two for Tonight                         | ギルバート・ゴードン         |                                                                  |
| 1936      | 海は桃色 Anything Goes                               | ビル・クロッカー             |                                                                  |
| 1936      | 愉快なリズム Rhythm on the Range                     | ジェフ・ララビー             | リメイク版「底抜け西部へ行く」 ビングの役はディーン・マーティン  |
| 1936      | 黄金の雨 Pennies from Heaven                         | ラリー・プール               |                                                                  |
| 1937      | ワイキキの結婚 Waikiki Wedding                       | トニー・マーヴィン           |                                                                  |
| 1938      | 恋のカーニバル Dr. Rhythm                            | ビル                         |                                                                  |
| 1939      | 唄は星空 East Side of Heaven                         | デニー・マーティン           |                                                                  |
| 1940      | シンガポール珍道中 Road to Singapore                 | ジョッシュ                   |                                                                  |
| 1941      | ブルースの誕生 Birth of the Blues                    | ジェフ・ランバート           |                                                                  |
| 1941      | アフリカ珍道中 Road to Zanzibar                      | チャック                     |                                                                  |
| 1942      | スイング・ホテル Holiday Inn                         | ジム・ハーディ               | フレッド・アステア共演 主題歌ホワイト・クリスマス                |
| 1942      | モロッコへの道 Road To Morocco                       | ジェフ・ピータース           | 本邦初公開された ボブ・ホープとのコンビ                          |
| 1944      | 我が道を往く Going My Way                            | オマリー神父                 | アカデミー主演男優賞 受賞                                        |
| 1944      | 姫君と海賊 The Princess and the Pirate               |                              | クレジットなし ボブ・ホープ主演 カメオ出演                       |
| 1945      | ハリウッド宝船 Duffy's Tavern                        | ビング・クロスビー           |                                                                  |
| 1945      | 聖メリーの鐘 The Bells of St. Mary's                 | オマリー神父                 | 「我が道を征く」続編 イングリッド・バーグマン共演                |
| 1946      | アラスカ珍道中 Road to Utopia                        | デューク・ジョンソン         |                                                                  |
| 1946      | ブルー・スカイ Blue Skies                            | ジョニー・アダムス           |                                                                  |
| 1947      | 私の愛したブルネット My Favorite Brunette            | ハリー                       | クレジットなし                                                   |
| 1947      | 南米珍道中 Road to Rio                               | スキャット・スウィーニー     |                                                                  |
| 1947      | 皇帝円舞曲 The Emperor Waltz                         | ヴァージル・スミス           | ビリー・ワイルダー監督 初のテクニカラー                          |
| 1949      | 夢の宮廷 A Connecticut Yankee in King Arthur's Court | ハンク・マーティン           |                                                                  |
| 1949      | 歌う捕物帖 Top o' the Morning                        | ジョー                       |                                                                  |
| 1950      | 恋は青空の下 Riding High                             | ダン・ブルックス             |                                                                  |
| 1951      | 花婿来たる Here Comes the Groom                      | ピート                       |                                                                  |
| 1952      | 地上最大のショウ The Greatest Show on Earth          | 観客                         | クレジットなし ボブ・ホープと一緒に客席で                        |
| 1952      | バリ島珍道中 Road to Bali                            | ジョージ・コーコラン         |                                                                  |
| 1953      | 失われた少年 Little Boy Lost                         | ビル                         |                                                                  |
| 1954      | ホワイト・クリスマス White Christmas                 | ボブ・ウォレス               | 「スイング・ホテル」のリメイク 或いはリスペクト                  |
| 1954      | 喝采 The Country Girl                                | フランク                     |                                                                  |
| 1956      | 夜は夜もすがら Anything Goes                         | ビル・ベンソン               |                                                                  |
| 1956      | 上流社会 High Society                                | C・K・デクスター＝ハヴェン   | 「フィラデルフィア物語」リメイク ケーリー・グラントのパート      |
| 1959      | ひとこと言って Say One for Me                        | コンロイ神父                 |                                                                  |
| 1960      | ゲバルトパパ High Time                               | ハーヴィー・ハワード         | 出演・製作総指揮                                                 |
| 1962      | ミサイル珍道中 The Road to Hong Kong                 | ハリー・ターナー             |                                                                  |
| 1963      | 七人の愚連隊 Robin and the 7 Hoods                   | アレン・A・デイル            | シナトラの逆鱗に触れ、降板させられたピーター・ローフォードの代役 |
| 1964–1965 | The Bing Crosby Show                                 | ビング・コリンズ             | 27エピソードに出演                                               |
| 1966      | 駅馬車 Stagecoach                                    | ドク・ブーン                 | ゴードン・ダグラス監督版 トーマス・ミッチェルの役                |

## ラジオ番組
- ビング・クロスビー・ショー（1931年）

## テープレコーダー・ビデオ・テープレコーダーへの寄与
自らのラジオ番組を放送用に録音する見地から、第二次世界大戦中にドイツで開発されたテープレコーダーの技術をアメリカに移転することを目論み、テープレコーダー技術の開拓者であるアンペックス社設立に携わった。クロスビー自身、これに関連して自分の名前を冠した「Bing Crosby Enterprise Laboratories」という会社を起業している。
アンペックスは1952年に世界初のビデオ・テープ・レコーダー（VTR）を開発・実用化したが、これもまたテレビ時代に対応したクロスビーのニーズが一面にあっての開発である。

## 競馬
クロスビーは熱心な競馬の愛好家でもあり、20世紀のアメリカ西海岸地区競馬の発展に大きく寄与した人物でもあった。クロスビーが最初に競走馬を手に入れたのが1935年のことで、以後多数の競走馬を所有していた。
1937年にはカリフォルニア州のデルマー競馬場の創設に寄与し、その共同取締役に就任した。競馬場のオープニングイベントではクロスビー自らが門の前に立って、詰めかけた客を出迎える演出を行っている。クロスビーの友人であったリンジー・ハワードの父チャールズ・スチュワート・ハワードも同競馬場の取締役の一人であり、この縁がきっかけで1938年8月12日に競馬のマッチレースイベントを開催することができた。クロスビー所有の競走馬リガロッティと、ハワード所有の競走馬シービスケットの対決は大いに注目を集め、デルマー競馬場の集客に多大な影響をもたらした。後の1946年にデルマー競馬場で創設された競走ビングクロスビーハンデキャップは、デルマーの発展に貢献したクロスビーの功績を記念して創設されたものである。
また、クロスビーはリンジー・ハワードとともにカリフォルニア州ヴェンチュラにビンギンステーブル（Binglin Stable）という名の牧場を開設し、サラブレッド競走馬の生産を始めた。またアルゼンチンにも牧場を作り、アメリカに輸入するほか、現地のパレルモ競馬場にも競走馬を送りこんでいた。ビンギンステーブルの主な生産馬に、1943年のサバーバンハンデキャップを制したドンビンゴ（Don Bingo）などがいたが、後の1953年にクロスビー夫人の死去に伴う相続税の支払いのために、牧場は解散している。
騎手（のちに調教師）のジョニー・ロングデンとも親しく、彼の紹介でカナダの出版社主マックス・ベルと知り合い、ベルや他のカナダ人実業家らとともにイギリスでも競走馬を走らせている。1962年に生まれた牡馬メドウコート（Meadow Court）はその1頭で、1965年のアイリッシュダービーに優勝した。クロスビーはカラ競馬場のウィナーズサークルで"When Irish Eyes Are Smiling"を歌唱し、喜びを表したという。

## メジャーリーグ
メジャーリーグのファンとしても知られ、一時期、パイレーツの共同オーナーであった。

## その他
ビング・クロスビーはゴルフ愛好者としても知られ、生前には自らの名前を冠したプロゴルフトーナメント『ビング・クロスビー・プロアマ』を創設し、自ら主催した。彼の死後、『ビング・クロスビー・プロアマ』は名称を変え、『AT&Tペブルビーチナショナルプロアマ』となって現在も開催されている。
テレビドラマ「刑事コロンボ」は当初コロンボ役はピーター・フォークではなくクロスビーを予定しており、本人に依頼したところ断られた。その理由はゴルフができなくなるという理由であったという。